# 北海道道1083号網走港線
北海道道1083号網走港線（ほっかいどうどう1083ごう あばしりこうせん）は、北海道網走市内を結ぶ一般道道（北海道道）である。

## 概要
北海道道23号網走停車場線とともに、網走市街地を迂回する国道244号・国道39号のバイパス的役割を担っている。

### 路線データ
- 起点：北海道網走市南6条東6丁目（国道244号交点）
- 終点：北海道網走市南2条西1丁目（国道39号・北海道道23号網走停車場線交点）
- 路線延長：0.8 km

## 歴史
- 1988年（昭和63年）3月31日 路線認定[1]。
  - 1957年から1963年までの間に同名の道道が存在した。（路線番号は276号、1957年7月25日認定[2]、1963年10月23日廃止[3]）

## 路線状況

### 別名
- 南中央通

### 道路施設
道の駅

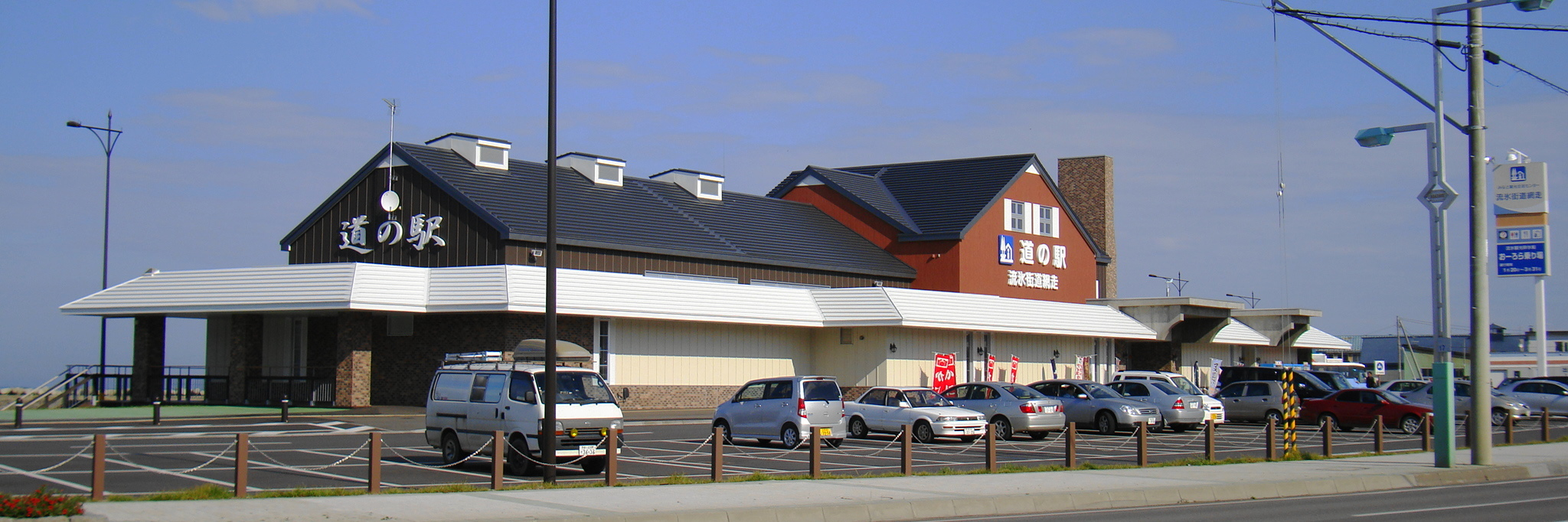
道の駅流氷街道網走

- 流氷街道網走（網走市南3条東4丁目）2009年（平成21年）1月19日開駅。

## 地理

### 通過する自治体
- オホーツク総合振興局
  - 網走市

### 交差する道路
網走市
- 国道244号 - 南6条東6丁目（起点）
- 国道39号 - 南2条西1丁目（終点）
- 北海道道23号網走停車場線 - 南2条西1丁目（終点）

### 沿線にある施設など
網走市
- 網走海上保安署 - 南5条東7丁目
- 流氷硝子館 - 南4条東6丁目